# WAIS
L'escala WAIS (de l'anglès Wechsler Adult Intelligence Scale, en català «escala d'intel·ligència per a adults de Wechsler») és un test de quocient intel·lectual dissenyat per mesurar la intel·ligència i la capacitat cognitiva en adults i adolescents. El WAIS original (Forma I) va ser publicat el febrer de 1955 per David Wechsler, i era una revisió de l'escala d'intel·ligència Wechsler-Bellevue, publicada el 1939. El 2008 es va publicar la seva quarta edició (WAIS-IV) per part de Pearson. La recopilació de dades per a la cinquena versió (WAIS 5) va començar el 2016 i es preveu que es completi el 2019. És la prova de coeficient intel·lectual més àmpliament utilitzada del món per a adults i adolescents.
Les versions mès recents ens permeten obtenir quatre puntuacions de QI (Comprensió verbal, raonament perceptiu, memòria de treball i velocitat de procés), i un altre cinquena que s'anomena Quocient Intel·lectual Total o de l'escala completa.

## Història
La primera versió es va publicar el 1939 amb el nom de Wechsler-Bellevue Intelligence Test. A partir d'aquest test, l'autor en va elaborar d'altres aplicables a altres edats diferents, introduint actualitzacions o millores (per exemple, Escala Wechsler d'Intel·ligència per a Nens (WISC) el 1949 i la Wechsler Preschool and Primary Scale of Intelligence (WPPSI) el 1967). Wechsler va crear aquests tests perque no estava satisfet amb el llavors vigent test de CI de Binet.
Les escales de Wechsler introdueixen diverses innovacions en el món dels tests d'intel·ligència. En primer lloc, Wechsler es deslliga de les puntuacions de quocient de proves més velles (la Q en  QI. En el seu lloc, es va assignar un valor arbitrari de 100 a la intel·ligència mitjana i 15 punts per cada desviació estàndard sobre o sota de la mitjana del subjecte. Va rubutjar el concepte d'intel·ligència global (proposat per  Spearman), va dividir el concepte d'intel·ligència en dos àreas principals: àrea verbal i àrea d'execució (no verbal)), cada una subdividida i avaluada amb diferents subtests. Aquests conceptes encara es reflecteixen en les versions més recents de les escales de Wechsler.
El WAIS és avui en dia el test psicològic més aplicat. Aquests tests avui dia s'actualitzen cada deu anys per tal de compensar l'efecte Flynn. Les darreres versions disponibles son el WISC-V (la versió més actual) i el WAIS-IV, versions que en alguns països es troben en procés de validació.

## Wechsler–Bellevue Intelligence Scale
Els tests de Wechsler–Bellevue van ser innovadors als anys 30 perquè:
1. es van reunir tasques creades per a fins no clínics per a l'administració com a "bateria de tests clínica".
2. utilitza el concepte d'escala de punts en comptes de l'escala d'edat.
3. inclou una escala de rendiment no verbal.

### Escala de punts
El concepte d'escala de punts va canviar significativament la manera de fer els tests assignant crèdits o punts a cada element. Això va tenir dos efectes importants. Primer, permetia agrupar els elements segons el contingut. Segon, els participants van poder rebre un nombre determinat de punts o crèdits per a cada element encertat. El resultat va ser un test que podia estar format per diferents àrees de contingut (o subtests) amb una puntuació global i una puntuació per a cada àrea de contingut. Al seu torn, això va permetre fer una anàlisi de la capacitat de l'individu en les diverses àrees de contingut (a diferència d'una puntuació general).

### Escala No Verbal Manipulativa o d'Execució
L'escala manipulativa o d'execució no verbal també va ser una diferència important respecte l'escala de Binet. Com que la "primera escala de Binet havia estat criticada constantment i de manera persistent pel seu èmfasi en les habilitats lingüístiques i verbals", Wechsler va crear una escala sencera que permetia mesurar la intel·ligència no verbal. Aquesta escala va esdevindre coneguda com a escala manipulativa o d'execució. Bàsicament, aquesta escala requeria que el subjecte realitzés alguna tasca (com ara "copiar símbols o indicar un detall que faltava") en lloc de respondre a preguntes. Això va ser un avanç important, ja que va intentar superar els biaixos causats per "llengua, cultura i educació". A més, aquesta escala també va proporcionar una oportunitat d'observar diferents tipus de comportament, ja que es necessitava alguna cosa física. Els clínics van poder observar com els participants reaccionaven als "intervals llarg d'esforç, concentració i atenció" que requerien les tasques d'execució.

## WAIS
El ‘’WAIS'’ es va crear inicialment com una revisió de l'escala d'intel·ligència Wechsler – Bellevue (WBIS), la qual era una bateria de tests publicats per Wechsler el 1939. La WBIS estava formada per subtests que es podien trobar en altres proves d'intel·ligència d'aquell moment, com ara el programa de tests de l'exèrcit de Robert Yerkes i l'escala  Binet- Simon. El WAIS va ser publicat per primera vegada el febrer de 1955 per David Wechsler. Pel fet que les proves de Wechsler incloïen elements no verbals (coneguts com a 'escales d'execució o de manipulació') i elements verbals per a tots els que feien els tests, i pel fet que l'escala d'Intel·ligència de Stanford-Binet de 1960 va ser desenvolupada menys acuradament que les versions anteriors, la forma I del WAIS va superar les proves de Stanford-Binet en popularitat a la dècada de 1960.
Les dues escales es poden usar de manera separada per veure els punts forts o dèbils d'una persona. Weschler menciona que si hi ha una diferència de 15 o més punts entre les dues escales, seria convenient una investigació més profunda d'aquest fet. El disseny del test, amb dues escales, permet usar qualsevol de les dues escales de forma aïllada. L'escala de manipulació o d'execució pot ser usada per examinar individus als quals els costa entendre o manejar el llenguatge, i l'escala verbal pot ser usada de forma aïllada per a avaluar individus amb deficiències visuals o motores.

## WAIS-R
El WAIS-R, una forma revisada del WAIS, va ser llançada el 1981 i consistia en sis subtestes verbals i cinc de manipulatius o d'execució.
Les proves verbals eren: 
- Informació: mesura la informació general, memòria a llarg termini, interesos culturals...
- Comprensió: Avalua la capacitat del subjecte per a compendre situacions socials, adaptaci´o social ...
- Aritmètica: es una mesura de la concentració, memòria a curt termini i el raonament numèric.
- Retencío de Dígits: mesura la memòria immediata i la llibertat de distracció.
- Semblances: mesura la formació de conceptes i raonament verbal abstracte.
- Vocabulari: avalua el nivell cultural, expressió verbal, formació de conceptes...

Els subtests d'execució eren: 
- Historietes: mesura la capacitat de planificació, judici social, seqüenciació tempoespacial
- Completació de figures: mesura la capacitat perceptiva, distinció dels detalls essencials dels no essencials
- Disseny amb cubs: mesura el raonament no verbal, resolució de problemes, la capacitat d'analisi i síntesi, integració psicomotora...
- Ensamblatge d'objectes o trencaclosques: avalua les aptituds mecàniques i de síntesi (relacions part-tot), raonament no verbal, processament holístic..
- Clau de números: avalua la velocitat de processament, la coordinació viso-motora, capacitat d'aprenentatge...

S'obtenia ‘’un quocient intel·lectual verbal'’, un ‘’quocient intel·lectual d'execució’’ i el ‘’quocient intel·lectual de l'escala completa’’.
Aquesta edició revisada no va proporcionar noves dades de validesa, sinó que es van utilitzar les del WAIS original; tot i així, es van proporcionar noves normes, acuradament estratificades.

## WAIS-III
El WAIS-III, una revisió posterior del WAIS i dell WAIS-R, es va llançar el 1997. Va proporcionar puntuacions per al quocient intel·lectual verbal, quocient intel·lectual d'execució i el quocient intel·lectual de l'escala completa., juntament amb quatre índexs secundaris (comprensió verbal, memòria de treball, organització perceptiva i velocitat de processament).

### Quocient intel·lectual verbal (VIQ)
Incloïa set tests i proporcionava dos subíndexs; ‘’comprensió verbal'’ i ‘’memòria de treball'’.
L'índex de comprensió verbal (VCI) incloïa les següents proves:
- Informació
- Semblances
- Vocabulari

L'índex de memòria de treball (WMI) incloïa:
- Aritmètica
- Retencío de Dígits

Seqüenciació de lletres i números i Comprensió no s'inclouen en aquests índexs, però són usats com a substituts quan s'apliquen de forma incorrecta alguns subtests de WMI i VCI, respectivament.

### Quocient intel·lectual manipulatiu (PIQ)
Incloïa sis tests i proporcionava dos subíndexs; ‘’organització perceptiva’’ i ‘’velocitat de processament’’.
L'índex d'organització perceptiva (POI) incloïa:
- Disseny amb cubs
- Raonament amb matrius
- Completació de figures

L'índex de velocitat de processament (PSI) incloïa:
- Clau de números
- Cerca de símbols

Two tests; Picture Arrangement and Object Assembly were not included in the indexes. Object Assembly is not included in the PIQ.

## WAIS-IV
La versió 4 del test, el WAIS-IV, que es va publicar el 2008, es compon de 10 subtests bàsics i cinc subtests suplementàris. Amb els 10 subtests bàsics s'obté el quocient intel·lectual de l'escala completa. Amb la nova WAIS-IV, es van eliminar les subescales verbal i d'execució de les versions anteriors i es van substituir per les puntuacions dels diferents índex. S'inclou també l'índex General Ability (GAI), que consisteix en els subtests de similituds, vocabulari i informació de l'índex de comprensió verbal i els subtests de disseny amb blocs, raonament amb matrius i puzzles visuals de l'índex de raonament perceptiu. El GAI és útil clínicament perquè es pot utilitzar com a mesura de les capacitats cognitives menys vulnerables a les deficiències del processament i de la memòria de treball.

### Índexs i escales
Hi han quatre índex que representen els principals components de la intel·ligència:
- Índex de comprensió verbal (VCI)
- Índex de raonament perceptiu (PRI)
- Índex de memòria de treball (WMI)
- Índex de velocitat de processament (PSI)

També es poden obtenir dues altres puntuacions, que es poden utilitzar per resumir les habilitats intel·lectuals generals:
- Quocient Intel·lectual Total (Full Scale IQ, FSIQ), basat en el rendiment total combinat dels índexs VCI, PRI, WMI i PSI
- Índex d'habilitat general (General Ability Index, GAI), basat només en els sis subtests que conformen els índexs VCI i PRI.

| Index                     | Test                  | Central? | Descripció                                                                                             | Capacitats mesurades |
| ------------------------- | --------------------- | -------- | --- | --- |
| Comprensió Verbal         | Semblances            | Yes      | Els participants reben dues paraules o conceptes i han de dir en que s'assemblen.                      | Avalua la capacitat d'expressar les relacions entre dos conceptes, el pensament associatiu i la capacitat d'abstracció verbal                                                          |
| Comprensió Verbal         | Vocabulari            | Yes      | Els participants han de definir paraules.                                                              | Reflexa el nivell d'educació, la capacitat d'aprenentatge, la formació de conceptes verbals i la riquesa verbal i semàntica de l'ambient on es mou la persona avaluada.                |
| Comprensió Verbal         | Informació            | Yes      | Es pregunta als participants sobre el seu coneixement general.                                         | Avalua la capacitat per adquirir, emmagatzemar i recuperar informació i la memòria a llarg termini                                                                                     |
| Comprensió Verbal         | Comprensió            |          | | Avalua la comprensió i l'expressió verbal, el judici pràctic, el sentit comú i l'adquisició i interiorització d'elements culturals.                                                    |
| Raonament perceptiu       | Cubs                  | Yes      | | Avalua la capacitat d'anàlisi i síntesi visual, el raonament no verbal, la reproducció de dibuixos geomètrics abstractes, processament visoespacial i la solució de problemes          |
| Raonament perceptiu       | Raonament amb Matrius | Yes      | | Solució de problemes abstractes no verbals, raonament inductiu |
| Raonament perceptiu       | Puzles visuals        | Yes      | | Mesura capacitat per analitzar i sintetitzar estímuls visuals abstractes, establir relacions entre parts, raonament no verbal i raonament visoespacial,                                |
| Raonament perceptiu       | Figures incompletes   |          | | Requereix la identificació d'objectes i estris familiars, i distingir i diferenciar entre els aspectes essencials i no essencials. Habilitat per percebre detalls visuals ràpidament.  |
| Raonament perceptiu       | Balances              |          | | Mesura la capacitat per comparar, establir analogies i el raonament quantitatiu. |
| Memòria de treball        | Digits                | Yes      | Els participants han de recordar una sèrie de números en ordre.                                        | Avalua l'atenció i la resistència a la distracció, la memòria auditiva immediata i la memòria de treball.                                                                              |
| Memòria de treball        | Aritmètica            | Yes      | | Avalua l'habilitat per utilitzar conceptes numèrics abstractes, operacions numèriques, la capacitat d'atenció i concentració i la memòria de treball                                   |
| Memòria de treball        | Lletres i nombres     |          | Els participants han de recordar una sèrie de números en ordre creixent i lletres per ordre alfabètic. | Avalua atenció, concentració i memòria de treball |
| Velocitat de processament | Cerca de símbols      | Yes      | | Avalua rapidesa i precisió perceptiva i velocitat per processar informació visual simple. Velocitat de processament                                                                    |
| Velocitat de processament | Clau de números       | Yes      | | Avalua, la rapidesa i destresa visomotora, el maneig de llapis i paper, la capacitat d'aprenentatge associatiu, velocitat de processament, memòria associativa i velocitat grafomotora |
| Velocitat de processament | Cancel·lació          |          | | Mesura la vigilància, atenció selectiva, velocitat de processament visual i rapidesa i coordinació visomotora.                                                                         |

## Elaboració del test
El WAIS és un test construït per avaluar la intel·ligència global, entesa com a concepte de QI, d'individus entre 16 i 64 anys, de qualsevol raça, nivell intel·lectual, educació, orígens socioeconòmics i culturals i nivell de lectura.
És individual i consta de 2 escales: verbal i d'execució. Està basada en la teoria bifactorial d'Spearman. La Intel·ligència, es presa des d'un punt de vista global, ja que està composta per habilitats qualitativament diferents (trets), però no independents. Però aquesta suma d'habilitats no s'expressa només en funció de la seva qualitat, sinó també de factors no intel·lectuals com pot ser la motivació. La intel·ligència implica cert grau de competència global.

## Púntuacions de QI del WAIS
QI: El WAIS entrega tres QI’s per examinat: verbal, manipulatiu i total. S'ha de calcular l'edat del subjecte (anotar data de naixement i d'aplicació del test), i amb ella i mitjançant la taula de conversió de puntuacións estàndard a QI, s'obténen els QI’s verbal, manipulatiu i total, d'acord al grup d'edat a la qual pertanyi l'individu dins la taula.
Amb el resultat d'aquesta operació busquem dins el manual del WAIS en quin rang cau la puntuació obtinguda. Els rangs de QI del WAIS són els següents:
130 o més: Molt superior
120-129: Superior
110-119: Sobre la mitjana
90-109: Mitjana
80-89: Sota la mitjana
70-79: Limítrofe
69 i menys: molt baix
Es considera que les puntuacions entre 90-109 es troben dins de la mitjana. El coeficient intel·lectual mitjà dels graduats de l'escola secundària és de 105. Els quocients intel·lectuals entre 110-119 es consideren intel·ligència mitjana alta o brillant, i les persones que estan en aquest rang tenen moltes probabilitats de tenir èxit a la universitat. De fet la majoria dels graduats universitaris es troben en aquest rang i com a grup obtenen un coeficient intel·lectual mitjà de 115. Les puntuacions entre 120-129 es consideren "superiors", i aquest és el rang de quocient intel·lectual que solen tenir les persones que han obtingut un doctorat amb èxit, i també els graduats universitaris que desenvolupen tasques intel·lectuals de rang mes alt com ara els metges, advocats, enginyers... Una puntuació de CI a l'escala completa de 130 o més es considera “molt superior” i només un 2% de les persones obtenen aquest nivell. A aquest grup pertanyen els cientifics d'elit i també gran nombre de persones amb llicenciatures, governants, empresaris...

## Fiabilitat
S'han realitzat correlacions test, retest, obtenint resultats satisfactoris amb puntuacions que van des de 0,60 a 0,80 (coef. De fiabilitat).
En QI total té una fiabilitat comparable a la d'Stanford-Binet (aprox. 0,90).
Wechsler va realitzar un minuciós estudi estadístic, per tal d'aplicar la prova amb absoluta seguretat sobre els resultats que donés. El WAIS és aplicable en estudis de fiabilitat temporal; consistència interna; qualificació per jutges; validesa predictiva, concurrent i de contingut; anàlisi factorials; entre d'altres.

## Elaboració dels reactius
Per elaborar el WAIS, Wechsler va realitzar els següents procediments:
Anàlisi metòdic i acurat de tots els test d'intel·ligència que es trobaven vigents en aquells anys (1940), principalment pel que fa al tipus de funcions que avaluaven, a més de la veritable fiabilitat de les proves.
Va establir la validesa de cadascuna d'aquestes proves sobre la base de:
- Altres tests prèviament provats
- Registres empírics d'intel·ligència

Va intentar registrar la seva experiència clínica personal i la d'altres investigadors.
Durant 2 anys, es va dedicar a preparar el treball experimental previ en grups d'intel·ligència coneguts.
Després d'aquest dur treball, va triar 12 proves, que finalment va disminuir a 11, que es presenten a continuació en l'ordre d'aplicació:
- Escala verbal

# Subtest d'informació.
# Subtest de comprensió general.
# Subtest d'aritmètica.
# Subtest de semblances.
# Subtest de retenció de dígits.
# Subtest de vocabulari.
- Escala d'execució

# Subtest de completació de figures.
# Subtest de disseny de cubs.
# Subtest d'ordenament de figures.
# Subtest d'ensamblatge d'objectes.
# Subtest de clau de números.

## Anàlisi tècnica de la prova

### Validesa
- Concurrent: es va establir amb la prova Stanford-Binet, amb la qual es va obtenir correlació de 0.82, considerada alta. Això indica que les dues proves estan mesurant el mateix en un alt grau.
- Predictiva: també ha estat demostrada sobre bases empíriques, ja que pot predir la conducta i resultats futurs d'un individu.